# قادرگنج
قادرگنج (به انگلیسی: Qadirganj) یک منطقهٔ مسکونی در هند است که در اوتار پرادش واقع شده‌است.